# Особняк Ковалевского
Особняк Ковалевского — жилой дом в Киеве, 1911 г. (ул. Филиппа Орлика, 1/15). Построен по проекту архитектора П. Ф. Алешина как частный особняк.
Здание двухэтажное с цокольным полуподвальным этажом, Г-образное в плане с угловым башенным объёмом. Особняк выполнен в комплексе с небольшим садом (с фонтаном) и служебным двором с хозяйственным флигелем. Свободный план здания тщательно продуман со стороны комфорта и удобства жилья. Парадные, жилые, деловые и обслуживающие помещения объединены в изолированные друг от друга группы.
Фасады примечательны творческой интерпретацией форм романской архитектуры, изысканностью деталей. В отделке интерьеров применены преимущественно мотивы ренессанса.